# Frank Hannon
Frank Hannon (Sacramento, 3 ottobre 1966) è un chitarrista e compositore statunitense, cofondatore dei Tesla. Celebri suoi brani quali: Love Song, Modern Day Cowboy, Hang Tough.

## Biografia

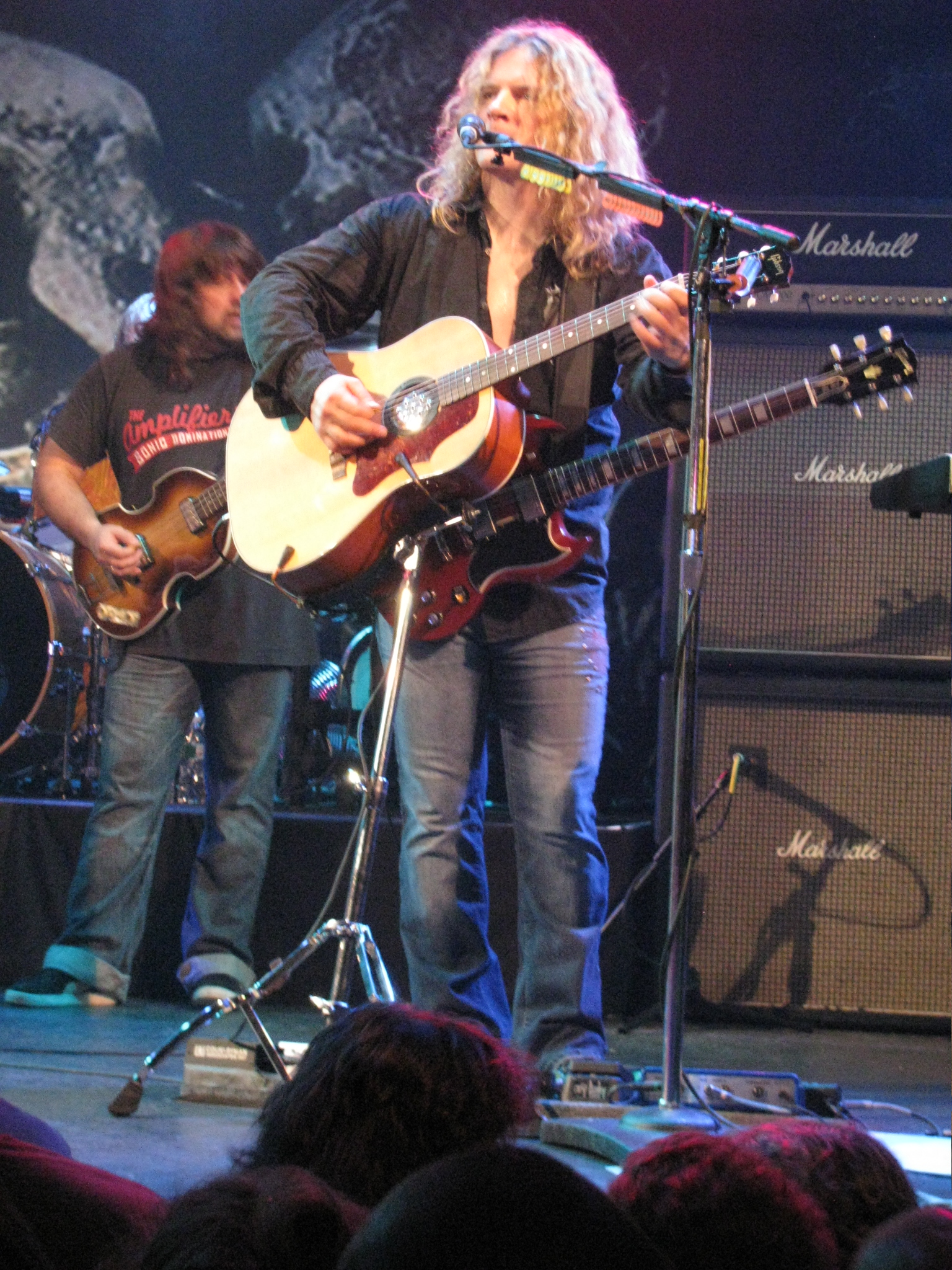
Frank Hannon durante un concerto dei Tesla

Ha iniziato a suonare la chitarra a 10 anni e si è unito ai Tesla all'età di 19 anni ma prima di ciò ha collaborato anche con altri artisti.
Hannon ha formato il gruppo Moon Dog Mane, con il quale nel 1998 ha inciso un album. Nel 2005 ha pubblicato Guitarz from Marz, il suo primo album solista.
Frank Hannon ha recentemente creato l'etichetta indipendente Record RedHawk.

## Strumentazione
I modelli di chitarra che usa sono spesso Gibson come la Sg, ES 335, Les Paul ma usa anche modelli Fender infatti in alcuni video musicali e live lo vediamo con una Telecaster rosa e in qualche video musicale è apparso con delle Stratocaster.
Le testate che usa sono la Marshall 100watt JVM410 e la Marshall JCM 900 4100 Head come cassa usa spesso la Marshall 1960AX Angled e 1960BX straight 4x12 cabs.

## Discografia

### Con i Frank Hannon Band
- 2005 - Guitarz From Marz
- 2010 - Gypsy Highway
- 2010 - 100 Proof Live!-Live At Constable Jack's
- 2012 - Six String Soldiers
- 2014 - World Peace
- 2018 - From One Place to Another, Vol.1
- 2018 - From One Place to Another, Vol.2

### Con i Moon Dog Mane
- 1998 - Turn It Up